# Louis Dewez
Louis Dieudonné Joseph Dewez (4 janvier 1760 à Namur - 26 octobre 1834 à Bruxelles) est un fonctionnaire et historien belge.

## Biographie
Louis Dewez  appartient à une famille luxembourgeoise (Forrières) établie depuis deux générations dans le milieu de la bourgeoisie marchande namuroise.
Il occupe pendant dix ans la chaire de rhétorique au collège des oratoriens de Nivelles.

### Le fonctionnaire
Devenu l'assesseur du juge de paix de cette dernière localité en juillet 1796, il abandonne l’enseignement pour la fonction publique.
Deux ans plus tard, (en janvier 1798), il est désigné Commissaire du Directoire près le tribunal correctionnel de Nivelles, en octobre de la même année, il fait fonction de substitut du commissaire du même organe exécutif près les tribunaux civils et criminels du département de Sambre-et-Meuse (1798-1800) jusqu’à la réforme consulaire des structures administratives et judiciaires de mars 1800.

Il devient alors sous-préfet de l'arrondissement de Saint-Hubert, à Saint-Hubert (3 floréal an VIII, soit le 23 avril 1800) et reste en place jusqu’à la fin de l’Empire (1814) .
Au cours de cette période, son nom figure au Tableau de La Bonne Amitié, la loge maçonnique de sa ville natale.
Le nouveau royaume des Pays-Bas lui confie la charge d’inspecteur général des athénées et collèges pour les provinces méridionales, charge qu’il conserve sous le nouveau gouvernement belge, quoique de façon plus nominale qu’effective.

### L’historien
L. Dewez se passionne pour l'histoire de la Belgique et de ses anciennes provinces. Il lui consacre diverses publications, rédigées avec sans doute beaucoup plus de fierté patriotique que de rigueur scientifique[réf. nécessaire].
Il publie également plusieurs ouvrages à l’intention du public des écoles, tandis que l’éditeur Meline met à l’impression les cours d’histoire nationale qu’il donne au Musée des sciences et des lettres de Bruxelles de 1827 à 1832.

### De la protohistoire à la fin du haut Moyen Âge en passant par l'antiquité
Cette période a connu de nombreuses guerres et pestes, divers bouleversements et le légendaire s'y mêle à l'Histoire véritable.
C'est la période que - comme tous les historiens - Louis Dewez juge la plus « obscure ».
Pour permettre au lecteur d'approfondir son étude et pour appuyer ce qu'il dit, il détaille les sources où il a puisé son information. Il le fait au début de son ouvrage, et en développe certaines à la fin de son Histoire, en en proposant parfois d'assez longs extraits.
Ces sources sont (par ordre chronologique) L'Histoire ancienne des Pays-Bas de l'académicien Jan Des Roches, ainsi que l' Abrégé de l'histoire romaine de Florus, Dion Cassius, Suétone, Lucain, et Tacite. Il a aussi utilisé Xiphilin, auteur d'un Abrégé de Dion Cassius), Spartien (ou Aelius Spartianus, auteur inséré dans Historiae Augustae scriptores ; Leyde, 1670 et 1671, 2 vol. in-8°), Cornélius Capitolin et Jules ou Iulius Capitolinus, Trebellius, Flavius Vopiscus quand ils parlaient du territoire de la Belgique ou d'événements la concernant durant la période où les sources sont les plus rares.
Ensuite, à partir du règne de Julien, ses sources sont Ammien Marcellin, Agathias (dit le Scolastique), Orose et Zosime, puis Procope, qui est selon Dewez « un guide sûr », au contraire d'Orose « trop crédule et quelquefois puéril », qui « trop écouté les bruits, les traditions et les fables de son temps et de son pays », alors que Zosime est « partial et souvent exagérateur », ayant « trop écouté les mouvemens de ses passions et les préjugés de son parti ». Dewez utilise en renfort les dires ecclésiastiques d'Eusèbe de Césarée, Socrate et l'historien religieux Sozomène pour tenter de compléter des lacunes d'autres auteurs ou les éclaircir. Pour la "seconde époque" (celle de l'union des Belges et des Francs) l'auteur utilise Grégoire de Tours parce qu'il a vécu des moments importants (fuite et retour de Chilpéric, fureurs de Brunehaut et de Frédégonde) bien que jugé d'une « crédulité ridicule et puérile ». Viennent ensuite la compilation de Grégoire et la « plate compilation d'Aimoin » (Geste des Francs) qui pour Dewez « manquent de bon sens » et sont trop chargée « de contes populaires, de faux miracles », tout en contenant quelques sources susceptibles selon Dewez d'éclairer ces « temps obscurs » ; Dewez fait ensuite appel à Sigebert de Gembloux  (bien que considéré comme pro-impérial), Adon de Vienne. Dewez se réfère aussi aux Annales de Metz, les annales de Fulda, annales de Saxe, Annales d'Afflighem, Annales d'Anchin (notamment écrites par Éginhard et à Flodoard de Reims, le moine Herman qui ont selon Dewez « le mérite de l'exactitude ». Pour les règnes de Charlemagne et de Louis le Débonnaire, il fait appel à l'abbé Éginhard (qualifié par lui de « flatteur ») et à Thégan (qualifié d'« infidèle ») et à Nitard (ou Nithard). Pour le Xe au XIIe siècle, Dewez reconnaît manquer de sources hormis les apports « médiocres » de Lambert et d'Aschaffembourg pour l'an 1000, puis d'Otton et de Frisingue (bien que sa chronique est surchargée de « fables ridicules qui déparent l'histoire et choquent la raison ». Godefroi de Viterbe et moindrement Conrad d'Usperg sont jugés « plus partiaux ». Ensuite c'est Guillaume de Nangis (via deux chroniques) qui vient comme source principale.
Des chroniqueurs plus régionaux utilisés par Dewez sont Haraeus (« compilateur froid, mais fidèle »), Divaeus (« Analyse pesant, mais érudit »), Butkens (« généalogiste sec mais exact »), Jacques Meyer (hélas de moindre intérêt historique car il  « ne cite pas ses garans »), Jean Bertholet qui hors de ses recueils de miracles a recueilli des documents intéressants.
Dewez cite en particulier le Jésuite Marne, qu'il juge « sans contredit le meilleur historien de ce pays ».
À partir du moment où la Belgique est réunie sous la Maison de Bourgogne, les sources sont plus riches et plus fiables, avec Enguerrand de Monstrelet, Philippe de Comines, Olivier de la Marche. Dewez utilise ensuite l'Histoire de Pontus Heuterus (de 1477 à 1564) qui lui semble sûre. Viennent enfin pour la période des révolutions des pays-Bas Strada, Bentivolglio, Grotius, de Thou.
Pour la géographie, il a consulté Louis Guichardin, Charles Wastelain (Wastelain, Charles., Description de la Gaule-Belgique selon le trois ages de l'histoire. Bruxelles, 1761, p. 113, Description de la Gaule-Belgique selon le trois ages de l'histoire. Bruxelles, 1761, p. 113 et Abraham Ortelius, et pour les antiquités (on parlerait aujourd'hui d'archéologie), il se réfère à Godefroid Henschenius et Daniel Papebrock.
Pour les lois, il a consulté les capitulaires rassemblés par Baluze  et les diplômes publiés par Miraeus (Aubert Le Mire ou Aubertus Miraeus).
Pour les périodes allant de la Renaissance à nos jours, Dewez utilise des sources les plus classiques et les plus fiables en essayant de faire la part entre les fables antiques et médiévales et la réalité historique.

## Principaux titres
- 1805-1807 : Histoire générale de la Belgique depuis la conquête de César, en 7 volumes, à Bruxelles, chez J. Tarte  ; rééd. en 1826-1828 à Bruxelles, chez H. Tarlier, 1826-1828 .
- 1812 : Géographie ancienne du département de Sambre-et-Meuse, à Namur.
- 1817 : Abrégé de l’histoire de Belgique, à Bruxelles, chez Adolphe Stapleaux  ; 2e éd. chez le même en 1829  .
- 1818 : Rhétorique extraite de Cicéron, ou principes généraux de l'art de parler et d'écrire, communs à toutes les langues, avec des développemens, des analyses et des exemples propres a en faciliter l'intelligence et l'application, à Bruxelles, chez P. J. De Mat .
- 1820 : Géographie du royaume des Pays-Bas et de ses colonies asiatiques, à Bruxelles, chez Adolphe Stapleaux .
- 1829 : Dictionnaire géographique de la Belgique et de la Hollande ou Description physique, historique et politique des provinces, villes et endroits remarquables de ces royaumes, sous le rapport de leur état tant ancien que moderne, à Bruxelles, chez P. Ferret et Cie .
- 1833 : Cours d’histoire de Belgique contenant les leçons publiques données au Musée des lettres et des sciences de Bruxelles, en 2 volumes, à Bruxelles, chez J. P Meline

### Distinctions et honneurs
Depuis son rétablissement en 1816, l’Académie royale de Bruxelles le compte dans ses rangs et, en 1821, il en devient le secrétaire perpétuel.
Au titre de ses mérites, le gouvernement du royaume uni des Pays-Bas lui accorde le ruban de l’ordre du Lion Belgique.
En juillet 1834, quelques mois avant sa mort, son nom figure dans la liste des personnalités appelées à former la Commission royale d’histoire .
Son buste , taillé dans le marbre pour compte de l’Académie en 1860, est l'œuvre du sculpteur Jehotte .
Depuis 1878, une rue du centre historique de sa ville natale porte son nom.

## Histoire générale de la Belgique
- Histoire générale de la Belgique ; Volume 1 ; depuis la conquête de César (Livre numérique Google)
- Histoire générale de la Belgique ; Volume 3 (Livre numérique Google)